# Liste der Naturdenkmale in Knittlingen
| Naturdenkmale | Anzahl |
| ------------- | ------ |
| FND           | 2      |
| END           | 14     |
| Gesamt        | 16     |

Die Liste der Naturdenkmale in Knittlingen nennt die verordneten Naturdenkmale (ND) der im baden-württembergischen Enzkreis liegenden Stadt Knittlingen. In Knittlingen gibt es insgesamt 16 als Naturdenkmal geschützte Objekte, davon 2 flächenhafte Naturdenkmale (FND) und 14 Einzelgebilde-Naturdenkmale (END).
Stand: 1. November 2016.

## Flächenhafte Naturdenkmale (FND)
| Name                     | Bild | Kennung     | Einzelheiten         | Position | Fläche Hektar | Datum        |
| ------------------------ | ---- | ----------- | -------------------- | -------- | ------------- | ------------ |
| Scheuerbrunnen           | BW   | 82150070002 | Bretten, Knittlingen | ⊙        | 2,8           | 1. Dez. 1980 |
| Scheuerbrunnen           | BW   | 82360330001 | Bretten, Knittlingen | ⊙        | 2,6           | 1. Dez. 1980 |
| Legende für Naturdenkmal |      |             |                      |          |               |              |

## Einzelgebilde (END)
| Name                                    | Bild | Kennung     | Einzelheiten | Position | Fläche Hektar | Datum         |
| --------------------------------------- | ---- | ----------- | ------------ | -------- | ------------- | ------------- |
| Wiesen-Speierling im Gewann Bohnenberg  | BW   | 82360330005 | Knittlingen  | ⊙        | 0,0           | 28. Juni 1991 |
| Wiesen-Speierling im Gewann Geisklinge  | BW   | 82360330008 | Knittlingen  | ⊙        | 0,0           | 28. Juni 1991 |
| Wiesen-Speierling im Gewann Halde       | BW   | 82360330009 | Knittlingen  | ⊙        | 0,0           | 28. Juni 1991 |
| Wiesen-Speierling im Gewann Lerchenfeld | BW   | 82360330016 | Knittlingen  | ⊙        | 0,0           | 28. Juni 1991 |
| Wiesen-Speierling im Gewann Palisaden   | BW   | 82360330015 | Knittlingen  | ⊙        | 0,0           | 28. Juni 1991 |
| Wiesen-Speierling im Gewann Spreitich   | BW   | 82360330010 | Knittlingen  | ⊙        | 0,0           | 28. Juni 1991 |
| Wiesen-Speierling im Gewann Spreitich   | BW   | 82360330011 | Knittlingen  | ⊙        | 0,0           | 28. Juni 1991 |
| Wiesen-Speierling im Gewann Spreitich   | BW   | 82360330012 | Knittlingen  | ⊙        | 0,0           | 28. Juni 1991 |
| Wiesen-Speierling im Gewann Spreitich   | BW   | 82360330013 | Knittlingen  | ⊙        | 0,0           | 28. Juni 1991 |
| Wiesen-Speierling im Gewann Steig       | BW   | 82360330006 | Knittlingen  | ⊙        | 0,0           | 28. Juni 1991 |
| Wiesen-Speierling im Gewann Stocken     | BW   | 82360330007 | Knittlingen  | ⊙        | 0,0           | 28. Juni 1991 |
| Wiesen-Speierling im Hatzenbiegel       | BW   | 82360330001 | Knittlingen  | ⊙        | 0,0           | 19. Sep. 1988 |
| Wiesen-Speierling im Hatzenbiegel       | BW   | 82360330003 | Knittlingen  | ⊙        | 0,0           | 28. Juni 1991 |
| Wiesen-Speierling im Hatzenbiegel       | BW   | 82360330004 | Knittlingen  | ⊙        | 0,0           | 28. Juni 1991 |
| Legende für Naturdenkmal                |      |             |              |          |               |               |